# Augustin Le Menn
Pour les articles homonymes, voir Le Menn.
Corentin Le Men est un arbitre français de football, affilié à Quimper.

## Carrière
Il a officié dans une compétition majeure : 
- Coupe de France de football 1957-1958 (finale)
- Championnat d'Afrique du Nord de football 1952-1953 (finale)